# San Mateo (Isabela)
San Mateo (Bayan ng San Mateo) är en kommun i Filippinerna. Kommunen ligger på ön Luzon, och tillhör provinsen Isabela. Folkmängden uppgår till 55 068 invånare.

## Barangayer
San Mateo är indelat i 33 barangayer.
| - Bacareña - Bagong Sikat - Bella Luz - Daramuangan Sur - Estrella - Gaddanan - Malasin - Mapuroc - Marasat Grande - Marasat Pequeño - Old Centro I | - Old Centro Proper - Barangay I (Pob.) - Barangay II (Pob.) - Barangay III (Pob.) - Barangay IV (Pob.) - Salinungan East - Salinungan West - San Andres - San Antonio - San Ignacio - San Manuel | - San Marcos - San Roque - Sinamar Norte - Sinamar Sur - Victoria - Villafuerte - Villa Cruz - Villa Magat - Villa Gamiao (Buyon) - Dagupan - Daramuangan Norte |